# أندي فيليبس
أندي فيليبس (بالإنجليزية: Andy Phillips) هو لاعب كرة قاعدة أمريكي، ولد في 6 أبريل 1977 في توسكالوسا في الولايات المتحدة.

## وصلات خارجية
- أندي فيليبس على موقع دوري كرة القاعدة الرئيسي (الإنجليزية)
- أندي فيليبس على موقع الدوري الياباني لكرة القاعدة (الإنجليزية)
- أندي فيليبس على موقعبيزبول رفرنس.كوم (الدوري الرئيسي) (الإنجليزية)
- أندي فيليبس على موقعبيزبول رفرنس.كوم (الدوري الثانوي) (الإنجليزية)
- أندي فيليبس على موقع إي إس بي إن.كوم (أم.أل.بي) (الإنجليزية)
- أندي فيليبس على موقع مشجعي الرسوم البيانية (الإنجليزية)